# 吴世种
吴世种（：／ Oh Se-jong；1982年10月9日—2016年6月27日），是韩国著名的男子短道速滑运动员。他是2006年冬季奥林匹克运动会短道速滑比赛5000米接力冠军。他于2016年6月27日因车祸去世。

## 职业生涯
2006年都灵冬奥会中，吴世种获得5000米接力金牌。